# Plou-
Pour les articles homonymes, voir Plou (homonymie).
Plou- est un appellatif toponymique préfixé d'origine bretonne qui a pour sens « communauté » puis, par extension, « paroisse ».
Il procède du moyen breton ploe, lui-même du vieux breton pluiu. Ce dernier terme est emprunté au latin plebs, plebis, « paroisse ». Les langues celtiques ont aussi fait des emprunts au latin, c'est pourquoi la toponymie bretonne est marquée par la présence d'appellatifs issus de cette langue, ainsi trouve-t-on par exemple l'appellatif toponymique Loc- « lieu » et ses variantes Lo-, Lou- ou Lec'h qui remonte au latin locus, loci de genre masculin et de sens identique. Loc- est extrêmement répandu également, parfois conjointement à Plou-, ex. : Plounévez-Lochrist).
Plou- est à l'origine de très nombreux toponymes bretons ayant comme premier élément Plou-, Plo-, Plé-, Pleu- ou Plu- : et quelques autres variantes peu nombreuses comme Poul-.
Le nom commun breton ploue ou ploe (du moyen breton ploe) qui a ce même sens y trouve également son étymologie,. En breton moderne, on utilise plutôt le terme parrez.

## Plou-etGui-/Gwi-,plou-,lannetloc
En règle générale, on distingue en breton le plou (la paroisse entière, c'est-à-dire le bourg et les hameaux, soit l'équivalent du pagus roman) du gwi (le bourg seul), mais cette distinction n'apparaît pas toujours dans les formes officielles des toponymes (ex. : Ploudalmézeau en français correspond à Gwitalmeze en breton moderne). Plus que des désaccords proprement linguistiques, la neutralisation récurrente de la distinction plou / gwi en toponymie française reflète l'opposition entre les milieux administratifs et les couches populaires de l'ancienne société bretonne : la forme en Gwi- était souvent d'usage oral, la forme en Plou- d'usage écrit (c'est d'ailleurs souvent cette dernière qui est attestée dans les textes les plus anciens). Les gens du bourg s’identifiaient en effet d'abord à ce dernier avant de se retrouver dans la paroisse tout entière.
« Sans doute la ploue naquit-elle de la nécessité d'encadrer d'emblée des populations à peine christianisées » à une époque où il n'existait pas encore de structures monastiques. « Le fait que dans près de 80 % des cas le terme ait pour déterminant un nom de saint indique que ces communautés se déterminaient par rapport aux pasteurs autour de qui elles se constituèrent et se cristallisèrent. (...) Pour les deux tiers d'entre eux, ces saints éponymes sont inattestés par ailleurs ou inconnus. Leur culte a parfois disparu. Ils ne sont plus qu'une cinquantaine à être honorés dans les anciennes ploue auxquelles ils ont donné leur nom ».
Parfois les ploue et les lann (« ermitage ») partagent les mêmes saints éponymes comme Plouedern et Lannédern (qui font référence à saint Edern), Ploërdut et Lanildut (qui font référence à saint Ildut), etc. Le nom de certaines ploues indique qu'elles se sont constituées à partir d'un ermitage comme à Guiclan (appelé encore Ploulan au XVIe siècle, Poullan (Ploelan en 1405), Plélauff (Ploelan en 1311), Plélan-le-Grand et Plélan-le-Petit.
179 occurrences de l'appellatif toponymique préfixé Plou- et ses variantes Plo-, Plœ-, etc. comme début de nom de lieu sont recensées en Bretagne. Il existe un seul nom de paroisse commençant par l'appellatif plou- dans l’évêché de Nantes, un seul aussi dans celui de Rennes, cinq dans celui de Dol, douze dans celui de Saint-Malo, ils sont nombreux par contre dans les autres évêchés situés en Bretagne occidentale. En revanche, il n'en existe aucun dans les autres régions de France et les apparents Plou ou autres nom en Plou-, Pleu-, hors de Bretagne, sont dus à des coïncidences phonétiques liées à la mutation d'une syllabe initiale en gallo-roman ou en ancien français qui engendre des homographies et des homophonies.
D’autres éléments de noms de lieux préfixés sont également fréquents en Bretagne comme l'appellatif tre ou tref, qui procède du vieux breton treb signifiant « hameau, village » et qui prit par la suite au Moyen Âge le sens de trève (Treffiagat, Trégastel, Tréguier, Trébeurden, Trénivel  (en Scrignac), Trémaouézan, etc.) et surtout le préfixe loc ou lok, qui est le plus courant avec environ 250 noms de lieux recensés ; cet appellatif préfixé est presque toujours suivi du nom d’un saint, dans environ 60 % des cas celui d’un saint breton, mais dans presque 40 % des cas le saint éponyme n’est pas breton, mais fait référence à un saint reconnu par l’église catholique (Locmaria, Lochrist, Locjean (en Riantec), Locmiquélic, Locmariaquer, Loc-Brévalaire, etc.) ; Dans deux cas seulement, l'appellatif loc, qui signifie en breton « lieu consacré » et qui est issu du latin locus (lieu), n’est pas suivi d’un nom de saint : Locminé (noté Locmenech en 1060, ce qui signifie en vieux breton « le lieu des moines », locus monachorum en latin médiéval) et Locmeltro, un hameau de Guern, qui signifie « le lieu de la vallée de la boule ».

## Exemples de toponymes commençant par l'appellatif préfixéPlou-(et ses variantes)

Toponymes en Plou- et Plo-. Ailleurs qu’en Bretagne, il s’agit d’une syllabe initiale sans rapport avec l’appellatif breton.

### Toponymes commençant parPlou-
- Plouaret : paroisse dédiée à saint Barvet, éponyme masculin de sainte Barbe (en breton, barvet signifie « barbu »).
- Plouarzel : paroisse dédiée à Saint Armel des Boschaux (la forme ancienne d'Armel est Arthmael, c'est-à-dire arth (« ours ») + mael (« prince »), soit « prince aux qualités de l'ours ») ; Plouarzel est le doublon étymologique des communes de Ploërmel et Plouharnel (cf. infra).
- Plouasne : selon toute vraisemblance, paroisse liée à déesse celte Anna, mère des dieux.
- Plouagat : paroisse dédiée à saint Agat, appelé également Egat, intercesseur privilégié pour les accouchements et les indigestions.
- Plouay : paroisse dédiée, soit à saint Douë, soit à saint Zay.
- Ploubalay : paroisse dédiée à saint Balay, appelé également Valay, Balley ou Biabailus.
- Ploubazlanec : ploe (« paroisse ») + banadl (« genêt») + ec (« endroit ») → « paroisse de l'endroit où pousse le genêt », « paroisse plantée de genêts ». Ploubazlanec est le doublet étymologique de Plobannalec, toponyme que l'on retrouve dans le nom de la commune de Plobannalec-Lesconil (cf. infra).
- Ploubezre : paroisse dédiée à saint Pierre ; attention, le z est muet : on prononce /plubɛr/.
- Plouëc-du-Trieux
- Ploudalmézeau : ploe « paroisse » + tel « bosse » + medovie « milieu » → « paroisse de la bosse du milieu ».
- Ploudaniel : paroisse dédiée à saint Daniel de Bangor Fawr ; Ploudaniel est le doublet étymologique de Ploudaniel (cf. infra).
- Ploudiry : ploe + diri « chênes » → « paroisse aux chênes ».
- Plouédern ; paroisse dédiée à saint Edern ; voir aussi la commune de Lannédern.
- Plouégat-Guérand
- Plouégat-Moysan
- Plouénan
- Plouër-sur-Rance : ploe + hern → paroisse dédiée à Saint Hernin.
- Plouescat : ploe + esgat → « paroisse du hareng » ou « de l'anguille », à moins que ce ne soit une paroisse dédiée à saint Gouezcat.
- Plouézec : ploe + hez « paix » + ec « lieu » → « paroisse du lieu paisible ».
- Plouezoc'h
- Ploufragan
- Plougar
- Plougasnou : paroisse dédiée à  Caint Cathnou.
- Plougastel-Daoulas : « paroisse du château » ; Kastell signifie « château » en langue bretonne et subit une mutation consonantique en Gastell.
- Plougonvelin : commune du département du Finistère, dans la région Bretagne
- Plougonven : paroisse dédiée à saint Conven, intercesseur invoqué en cas de maux de tête.
- Plougonver
- Plougoulm
- Plougoumelen
- Plougras
- Plouguerneau
- Plouguin
- Plouguiel
- Plouha
- Plouharnel : paroisse dédiée à saint Armel des Boschaux (la forme ancienne d'Armel est Arthmael, c'est-à-dire arth (« ours ») + mael (« prince »), soit « prince aux qualités de l'ours ») ; Plouharnel est le doublon étymologique des communes de Plouarzel et Ploërmel.
- Plouhinec
- Plouider
- Plouigneau
- Plouisy
- Ploujean : paroisse dédiée à l'un des saint Jean ou à saint Jean-Baptiste.
- Ploulec'h : ploe + loc → « paroisse du lieu ».
- Ploumagoar
- Ploumanac'h : paroisse dédiée à Saint Mannacus ou, plus vraisemblablement la déformation de Poull Manach, le « marais du moine » ou encore l'« anse du moine » (le mot breton Poull pouvant prendre ces deux sens), Ploumanac'h faisant partie de la paroisse de Perros-Guirec.
- Ploumilliau : paroisse dédiée à saint Miliau.
- Ploumoguer
- Plounéour-Ménez : paroisse dédiée à saint Enéour, associé ici à la montagne ; Menez signifie « montagne » en langue bretonne.
- Plounéour-Trez : paroisse dédiée à saint Enéour, associé ici à la plage ; Trez signifie « sable, plage » en langue bretonne.
- Plounérin : paroisse dédiée à saint Nérin, ou peut-être paroisse de la peuplade d'Erin, c'est-à-dire des Irlandais.
- Plounéventer : paroisse dédiée à saint Néventer, Plounéventer est le doublet étymologique – bien mieux conservé – du nom de la commune de Plaintel (cf. infra).
- Plounévez-Lochrist : ploe (« paroisse ») + nevez (« nouveau ») + loc (« lieu consacré ») + Christ → « nouvelle paroisse du lieu consacré au Christ ».
- Plounévez-Moëdec : ploe (« paroisse ») + nevez (« nouveau ») → « nouvelle paroisse » ; Moëdec est d'origine inconnue.
- Plounévez-Quintin : idem ; Quintin proviendrait du latin quintum, terme désignant ici la cinquième borne milliaire de la voie romaine à proximité.
- Plounévézel : idem (nevezel serait une variante de nevez).
- Plounez : soit ploe + enez (« île ») → « paroisse de l'île », soit ploe + nevez (« nouveau ») → « nouvelle paroisse », soit « paroisse de Neis » (ou Neiz, anthroponyme relativement courant, ici peut-être un saint).
- Plourac'h : ploe + gwrahelle (« tas, monceau, monticule ») → « paroisse du monceau »
- Plourhan
- Plouray
- Plourin : soit ploe (« paroisse») + rin (« lieu retiré ») → « paroisse de la retraite », soit paroisse dédiée à saint Rin ; la commune est aussi appelé Plourin-Ploudalmézeau pour la différencier de Pourin-lès-Morlaix (cf. infra). Plourin est également le doublon étymologique du nom de la commune de Plérin (cf. infra).
- Plourin-lès-Morlaix : paroisse dédiée à saint Rin, « à côté » (lès vient du latin latus, « côté ») de Morlaix
- Plourivo : paroisse dédiée à saint Rion (ou Riom).
- Plouvara : paroisse dédiée à saint Bara.
- Plouvien : paroisse dédiée à saint Gwien, nommé également Wien ou Wigon.
- Plouvorn : paroisse dédiée à saint Maorn, appelé également Mahorn ou Mahouarn en Cornouaille.
- Plouyé : paroisse dédiée à sainte Hia, connue également sous le nom de Ia ou Ié. Sainte Hia est une vierge honorée dans les Cornouailles (anglais: Cornwall).
- Plouzané : paroisse dédiée à saint Sané.
- Plouzévédé : paroisse dédiée à saint Tévédé, disciple de Saint Paul Aurélien de Léon (VIe siècle).
- Plouzélambre : paroisse dédiée à saint Zélambre.

### Toponymes commençant parPlo-
- Plobannalec-Lesconil : ploe (« paroisse ») + banadl (« genêt») + ec (« endroit ») → « paroisse de l'endroit où pousse le genêt », « paroisse plantée de genêts ». Ploubannalec est le doublet étymologique du nom de la commune de Ploubazlanec (cf. supra).
- Ploërdut : paroisse dédiée à Saint Ildut.
- Ploërmel : paroisse dédiée à Saint Armel des Boschaux (la forme ancienne d'Armel est Arthmael, c'est-à-dire arth (« ours ») + mael (« prince »), soit « prince aux qualités de l'ours ») ; Ploërmel est le doublon étymologique des communes de Plouarzel et Plouharnel.
- Ploéven : paroisse dédiée à l'ermite local Even.
- Ploëzal : paroisse dédiée à Saint Saül, saint breton inconnu.
- Plogastel-Saint-Germain : ploe + castel → « paroisse du château ». Accolé à ploe, castel (kastell en graphie bretonne moderne) subit ici une mutation consonantique, phénomène typique des langues brittoniques : castel → gastel. Quant à Saint Germain, il y est honoré dans cette commune en la chapelle qui porte son nom.
- Plogoff : paroisse vraisemblablement dédiée à Saint Collédoc. Par ailleurs, le digramme ff représente un graphème désuet marquant la nasalisation, aujourd'hui oubliée : on prononce /plɔgɔf/ ou /plogɔf/ (alors que le nom en breton moderne est Plougoñ).
- Plogonnec : paroisse dédiée à Saint Conec, personnage parfois assimilé à Saint Thégonnec ou Egonnec.
- Plomelin : paroisse dédiée à un saint gallois, Mérin.
- Plomeur : ploe + meur « grand » → « grande paroisse ».
- Plomodiern : paroisse dédiée à un saint gallois, Modiern (ou Maudiern).
- Plonéour-Lanvern : paroisse dédiée au moine Saint Énéour, frère de Sainte Thumette, honorée dans la Cornouaille. Lanvern provient de lann (« ermitage ») + gwern (« marais ») → « ermitage du marais ».
- Plonévez-du-Faou : ploe (« paroisse ») + nevez (« nouveau ») → « nouvelle paroisse » ; le Faou est le nom du pagus dans laquelle se trouvait la paroisse.
- Plorec-sur-Arguenon : ploe (« paroisse ») + goarec (« courbe ») → « paroisse [où se dessine] la courbe [tracée par la rivière Arguenon] ».
- Plozévet : paroisse dédiée au moine gallois Saint Démet (ou Dyved). Ce dernier a également inspiré de nom de la commune de Plémet (cf. infra).

### Toponymes commençant parPlé-, Ple(r)-,Ple(s)-
- Pléboulle : paroisse dédiée à Saint Paul.
- Pléchâtel : « paroisse du château ».
- Plédran : paroisse dédiée au moine anachorète Saint Audren. On retrouve également le nom de ce dernier dans Plaudren (cf. infra) et Châtelaudren.
- Plédéliac : paroisse dédiée à Saint Théleau (ou Téliau). On retrouve aussi le nom de ce personnage dans Montertelot et Saint-Thélo.
- Pléguien : soit paroisse dédiée à Saint Kian, originaire du Pays de Galles, soit paroisse dédiée à Sainte Guen, épouse de Fracan et mère de Saint Guénolé et de Saint Guéthéoc — attention, Pléguien se prononce /plejɛ̃/.
- Pléhédel : soit ploe + huel → « paroisse élevée », soit paroisse dédiée à un mystérieux Saint Hédel (ou Heudel).
- Pléhérel : ancien nom de la commune de Fréhel. L'élément hérel demeure obscur.
- Plélan-le-Grand : ploe + lan → « paroisse du monastère ».
- Plélan-le-Petit : idem
- Plélauff : idem – le digramme ff est un graphème désuet marquant la nasalisation, aujourd'hui oubliée : on prononce /plelof/.
- Plélo : ploe + loub (« étang ») → « paroisse de l'étang »[7].
- Plémet : paroisse dédiée au moine gallois Saint Démet (ou Dyved). Ce dernier a également inspiré de nom de la commune de Plozévet (cf. supra).
- Plémy : paroisse dédiée à Saint Maeoc ; Plémy est le doublet étymologique du nom de la commune de Plumieux (cf. infra).
- Plerguer : ploe + argar. Argar est un mot breton de sens inconnu.
- Plérin : soit ploe (« paroisse») + rin (« lieu retiré ») → « paroisse de la retraite », soit paroisse dédiée à Saint Rin. Plourin est également le doublon étymologique du nom de Plourin, porté par les communes de Plourin et de Plourin-lès-Morlaix (cf. supra).
- Plerneuf : paroisse dédiée à Saint Hernec, appelé également Hoiarnoc.
- Plesder : le second élément fait difficulté ; à défaut d’éclaircissement véritable, on trouve les formes attestées Pléeder en 1251, Pléder en 1516.
- Plessé : ploe + sé → le second élément fait difficulté, sans doute un ancien anthroponyme, qu'on retrouve d'ailleurs dans d'autres noms de communes : Lancé et Tressé.
- Pléven : paroisse dédiée à Saint Ouen, également connu sous le nom d'Even.
- Plévenon : soit paroisse dédiée à Saint Menoen, soit ploe + meinin  « paroisse de la pierre ». D'aucuns avancent également l'hypothèse d'une paroisse dédiée à Saint Ouen – ce qui ferait de Plévenon le doublet étymologique de Pléven (cf. supra).
- Plévin : paroisse dédiée à Saint Yben, Plévin est le doublet étymologique du nom de la commune de Pleyben (cf. infra).
- Pleyben : idem
- Pleyber-Christ

### Toponymes commençant parPleu-ouPloe-
- Pleubian : ploe + bihan (« petit ») → « petite paroisse ».
- Pleucadeuc : paroisse dédiée à Saint Cadou, appelé aussi Cado ou Cadoc.
- Pleudaniel : paroisse dédiée à Saint Daniel de Bangor Fawr, Pleudaniel est le doublet étymologique du nom de la commune de Ploudaniel (cf. supra).
- Pleudihen-sur-Rance : paroisse dédiée à un énigmatique Saint Tihen. Le culte de ce dernier sera supplanté par celui de Saint Guihen, abbé de Dol du XIe siècle.
- Pleugueneuc : paroisse dédiée à Saint Guéthénoc.
- Pleugriffet : l'élément ploe semble avoir été à l'origine accolé à un élément -ec ou -oc pour donner Pleouc, Poleuc, mais on a plus tard formé le toponyme Pleuc-griffet puis Pleugriffet en référence aux seigneurs du Griffet qui dominaient le pagus.
- Pleumeleuc : paroisse dédiée à un mystérieux Saint Meloc ; voir aussi le manoir de Saint Meleuc à Pleudihen-sur-Rance.
- Pleumeur-Bodou : ploe + meur → « grande paroisse », ici dédiée à Bodo, chef fondateur breton du VIe siècle.
- Pleumeur-Gautier : idem, cette « grande paroisse » est ici dédiée à Saint Gauthier.
- Pleurtuit : paroisse dédiée à un énigmatique Restitutus.
- Pleuven : paroisse dédiée à Saint Ouen.
- Ploemel : paroisse dédiée à Emel ou Meir, chef fondateur breton du VIIe siècle ; attention, se prononce /plemɛl/.
- Ploemeur : ploe + meur → « grande paroisse ».
- Ploeren : paroisse dédiée à Saint Ouen, Even, Erin ou Merin, ou plus vraisemblablement à Saint Martin ; attention, se prononce /plerɛ̃/ – ce qui en fait une ville homophone de Plérin.

### Toponymes commençant parPlu-
- Pludual : paroisse dédiée à Saint Tugdual.
- Pluduno : ploe + dun → « paroisse de la hauteur », ou peut-être paroisse dédiée à un mystérieux Saint Plutgnou.
- Pluherlin : paroisse dédiée à Saint Hernin ; voir aussi la commune de Saint-Hernin.
- Pluguffan : paroisse dédiée à Saint Cuvan.
- Plufur : ploe + fur → « paroisse du sage », ou peut-être paroisse dédiée à Saint Florent d'Anjou.
- Plumaudan : paroisse dédiée à Saint Maudan.
- Plumelec : paroisse dédiée à Saint Mellec.
- Plumelin : paroisse dédiée à Saint Mélaine.
- Pluméliau : paroisse dédiée à Saint Miliau.
- Plumergat : paroisse dédiée à Saint Ergat, appelé également Morgat.
- Plumieux : paroisse dédiée à Saint Maeoc, doublet étymologique de la commune de Plémy (cf. supra).
- Pluneret : Ploe an Eret – breton moderne : Plou an Ered –, soit « paroisse d'Eret », sans doute le chef breton fondateur du village.
- Plurien : paroisse dédiée soit à un mystérieux Saint Rihen, soit au personnage légendaire Urien.
- Plussulien : paroisse dédiée à Saint Suliac, aussi appelé Suliau ou Sulien ; voir aussi la commune de Saint-Suliac.
- Pluzunet : paroisse dédiée à Saint Unet, également appelé Dunet.

### Autres graphies
- Plaintel : paroisse dédiée à Saint Numenter ; contrairement aux apparences, Plaintel est le doublet étymologique du nom de la commune de Plounéventer (cf. supra).
- Plaudren : paroisse dédiée au moine anachorète Saint Audren. On retrouve également le nom de ce dernier dans Plédran (cf. supra) et Châtelaudren.
- etc.

### Plouc
Le qualificatif péjoratif de plouc serait à l’origine un surnom attribué aux émigrés bretons dans la région parisienne à la fin du XIXe siècle, car nombreux étaient ceux provenant de communes dont le nom commençait par l’appellatif préfixé Plou-.